# 3501 Olegiya
3501 Olegiya eller 1971 QU är en asteroid i huvudbältet som upptäcktes den 18 augusti 1971 av den ryska astronomen Tamara Smirnova vid Krims astrofysiska observatorium på Krim. Den har fått sitt namn efter Oleg Korotsev.
Asteroiden har en diameter på ungefär 22 kilometer.